# Jan Mischke
Jan Antoni Mischke vel Mische (ur. 10 maja 1868 w Nowym Sączu, zm. 17 grudnia 1943 w Zabierzowie) – generał brygady Wojska Polskiego.

## Życiorys
Jan Antoni Mischke urodził się 10 maja 1868 roku w Nowym Sączu, w rodzinie Wirgiliusza i Kornelii Skąpskiej. W latach 1878–1882 uczęszczał do I Gimnazjum w Nowym Sączu. W latach 1882–1889 uczył się w szkołach kadetów w Wiedniu i Budapeszcie. Od 1886 roku był podchorążym w c. i k. 29 pułku piechoty w Temeszwarze, a od 1889 roku oficerem zawodowym piechoty cesarskiej i królewskiej armii. Po ukończeniu Oficerskiej Szkoły Korpuśnej w Wiedniu w 1901 roku awansowany został na kapitana I klasy i skierowany do służby w Bośni (Turla). Kapitan 2 klasy z 1905 roku, major z 1913 roku w c. i k. 20 pułku piechoty w Nowym Sączu. W czasie I wojny światowej dowódca batalionu na froncie rosyjskim, potem rumuńskim i włoskim. Od grudnia 1917 roku dowódca c. i k. 110 pułku piechoty na froncie rosyjskim. Pułkownik z 1918 roku. Z powodu choroby zdał dowództwo pułku.
1 listopada 1918 roku został mianowany dowódcą Pułku Piechoty Ziemi Wadowickiej, który w styczniu 1919 roku został przemianowany na 12 pułk piechoty. 29 kwietnia 1919 roku został formalnie przyjęty do Wojska Polskiego z zatwierdzeniem posiadanego stopnia pułkownika ze starszeństwem z dniem 1 lutego 1918 roku. Obowiązki dowódcy pułku objął dopiero 7 marca 1919 roku. Od 8 maja do 18 czerwca tego roku dowodził 12 pułkiem piechoty i Grupą Operacyjną w walkach z Ukraińcami między innymi w obronie Trembowli.
Ze względu na chorobę znalazł się w rezerwie. W 1920 roku krótko był komendantem wojennym Twierdzy Brześć. Od 10 czerwca do 17 sierpnia 1920 roku dowodził VI Brygadą Piechoty Legionów. Walczył z 1 Armią Konną Siemiona Budionnego na Wołyniu i Lubelszczyźnie oraz uczestniczył w kontruderzeniu znad Wieprza.
28 sierpnia 1920 roku objął dowództwo XXXI Brygady Piechoty, walczył na kierunku Włodawa, Drohiczyn do Nieświeża. 1 listopada 1921 roku został przeniesiony w stan spoczynku, w stopniu pułkownika. Osiadł w Krakowie. 26 października 1923 roku Prezydent RP Stanisław Wojciechowski zatwierdził go w stopniu generała brygady. Wypędzony przez Niemców z Krakowa osiadł w Zabierzowie, gdzie zmarł.

## Awanse
- podporucznik (leutnant) – 1889
- porucznik (oberleutnant) – ?
- kapitan (hauptmann II kl.) – 1905
- kapitan (hauptmann I kl.) – ?
- major (major) – 1913
- podpułkownik (oberstleutnant) – ?
- pułkownik (oberst) – 1 lutego 1918, zatwierdzony 22 maja 1920 ze starszeństwem z 1 kwietnia 1920
- generał brygady - zatwierdzony 26 października 1923

## Ordery i odznaczenia
- Krzyż Walecznych
- Medal Pamiątkowy za Wojnę 1918–1921
- Krzyż Rycerski Orderu Leopolda
- Order Żelaznej Korony
- Krzyż Zasługi Wojskowej
- Krzyż Wojskowy Karola